# Celloconcert (Hovhaness)
Alan Hovhaness voltooide zijn Concert voor cello en orkest opus 17.1 in 1936. Het zou zijn enige werk in dat genre blijven.
Het werk werd niet direct uitgevoerd, maar bleef op de plank liggen. De componist vond het echter samen met een beperkt aantal andere composities de moeite waard om het te bewaren, toen hij in 1940 ladingen van composities (men vermoedt meer dan 1.000) liet vernietigen. Zijn enige celloconcert bleef gespaard, maar ook jarenlang op de plank. Pas in 1975 vond een eerste uitvoering plaats, hijzelf, als dirigent, gaf leiding aan een studentenorkest van de Western Washington University, Bellingham (Washington). Het was een gratis concert met Barton Frankas als solist. Opnieuw belandde het werk op de plank, pas in 1999 werd het voor de eerste keer opgenomen voor het platenlabel Naxos, dat (schijnbaar) een serie wijdt aan deze componist.
Het celloconcert kent de klassieke driedelige indeling van een concerto. Echter, in plaats van snel-langzaam-snel, gebruikte Hovhaness een langzaam-snel-langzaamstructuur. Ook de benaming van de delen is klassiek:
1. Andante – Maestoso
2. Allegro
3. Andante.

De muziek heeft weinig met de Westerse klassieke muziek van doen. Hovhaness had al vroeg in zijn muzikale loopbaan interesse voor exotische muziek. Orientaalse klanken en samenspelen overheersen het concert. In deel 1 zit een lange passage waarin de cello “in gesprek is met” de cello. Direct gevolgd door een koraalachtige passage die leidt naar de cadens, die dan wel weer Westers klinkt. Deel2 begint met een melodielijn van de cello tegenover pizzicato violen, waarna de dwarsfluit weer komt opdagen. De sfeer is hier Westers met af en toe een vleugje Oosters. In deel 3 keert de componist terug naar de muziekstijl van deel 1. Zo hier en daar in het concert duiken de hymneachtige melodieën op, die later een soort handelskenmerk van de componist werden.

## Orkestratie
- 2 dwarsfluiten, 2 hobo’s, 2 klarinetten, 2 fagotten
- 4 hoorns, 3 trompetten, 3 trombones, 1 tuba
- 1 stel pauken, 1 harp;
- violen, altviolen, celli, contrabassen

## Discografie
- Uitgave Naxos Compact disc; Seattle Symphony o.l.v. Dennis Russell Davies; solist Janos Stark ; opnamen van 19 maart 1999. Het werk is gekoppeld aan symfonie 22.